# El-Obeid
El-Obeid (arabul:الأبيض  angolul: Al-Ubayyid) város Szudánban, Észak-Kordofán fővárosa. Lakossága 418 ezer fő volt 2013-ban.
A gyapot, gumiarábikum, földimogyoró, szezám, köles, haszonállatok és különféle állati termékek kereskedelmének központja. A világ legnagyobb gumiarábikum-piaca működik itt, a környék fáiból begyűjtve. Kőolajfinomító üzemel. Közlekedési csomópont. Kartúm és Nyala városokkal vasút köti össze. 

## Fordítás
- Ez a szócikk részben vagy egészben  az   Al-Ubayyid című angol Wikipédia-szócikk fordításán alapul.  Az eredeti cikk szerkesztőit annak laptörténete sorolja fel. Ez a jelzés csupán a megfogalmazás eredetét és a szerzői jogokat jelzi, nem szolgál a cikkben szereplő információk forrásmegjelöléseként.